# Término municipal
Un término municipal, (también llamado ejido[cita requerida] o radio municipal[cita requerida]) es el territorio sobre el que se extiende la acción administrativa de un gobierno local (ayuntamiento, alcaldía o municipio)

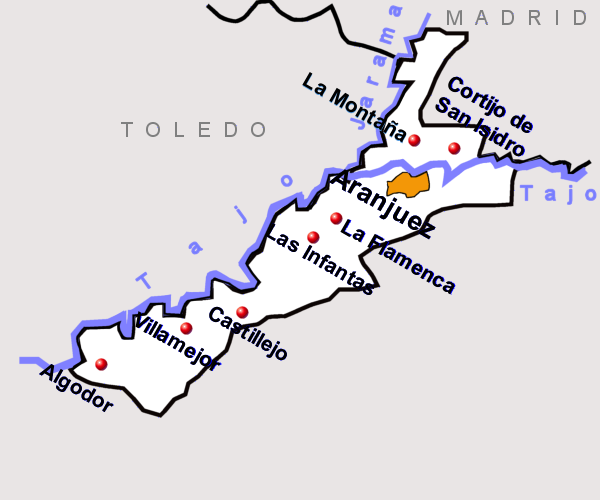
Término municipal de Aranjuez, en Madrid (España).

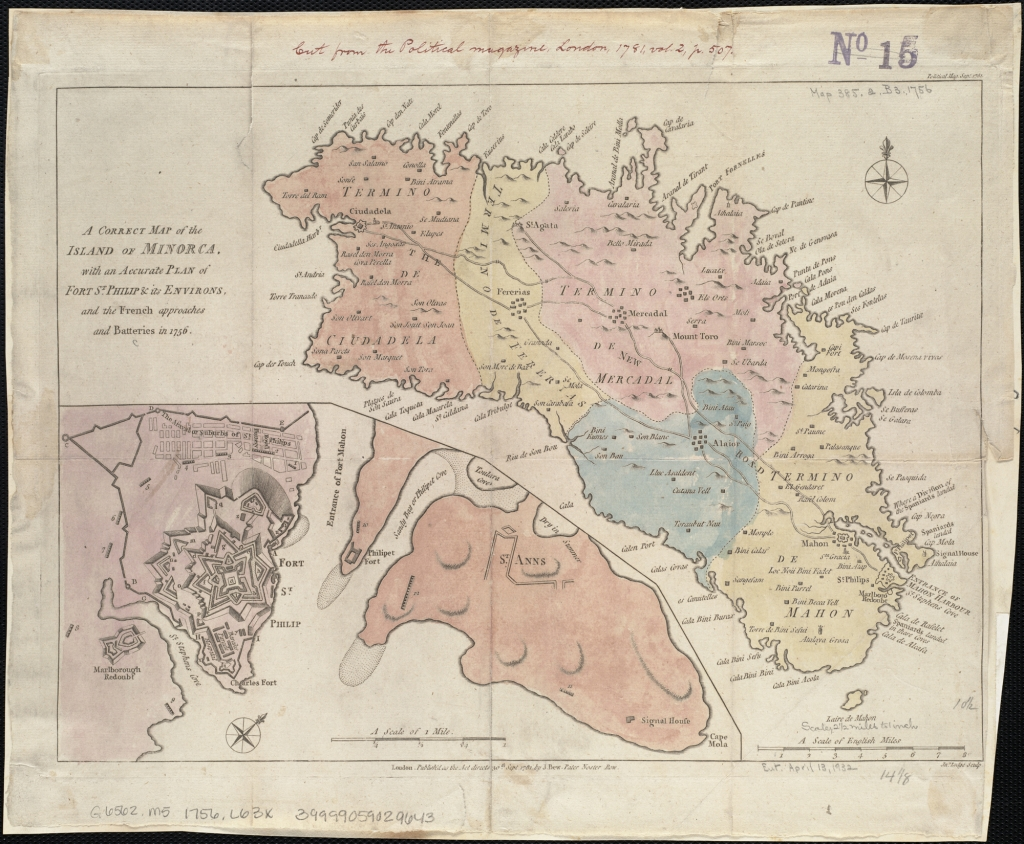
Términos municipales de Menorca en 1756.

## España
Un término municipal (T. M.), en España, es el territorio, perfectamente delimitado, de un municipio; el territorio al que se extiende la acción administrativa de un ayuntamiento. La Ley 7/1985, de 2 de abril, Reguladora de las Bases del Régimen Local, en su artículo 12.1 lo define como:

El término municipal es el territorio en que el ayuntamiento ejerce sus competencias

Cada provincia española se define como la agrupación territorial de sus términos municipales. Prácticamente todo el territorio nacional está dividido en municipios. Actualmente hay 8131 municipios en España.
La extensión de un municipio, según el Instituto Nacional de Estadística, es la extensión de su término municipal.
Dentro del término municipal puede existir una o varias entidades singulares de población. Una de ellas, donde está el ayuntamiento, es la capital del municipio.
Las entidades singulares se pueden agrupar en entidades colectivas de población, que reciben diversos nombres según la zona: parroquias, pedanías, anteiglesias, etc.

## Argentina
El término municipal en Argentina se denomina ejido o radio municipal y en su origen, que se remontan a la época virreinal, se trataban de espacios públicos a la salida del trazado urbano. Eran administrados primero por el cabildo, luego por la hacienda provincial y a partir de 1857, por la municipalidad recientemente conformada. En las últimas décadas del siglo XIX fueron privatizados.
Las pautas generales para las divisiones del territorio de las provincias y la fijación de los límites de los municipios está establecida en las constituciones provinciales y se delega al Poder Legislativo la fijación definitiva de límites.
Existen diversos sistemas para la determinación territorial del municipio:
Ejido urbano: según el cual se hace coincidir los límites del municipio con los del espacio urbanizado. La gestión de los territorios fuera de los ejidos es responsabilidad del estado provincial. Este sistema es aplicado en las provincias de San Luis y Santa Cruz.
Ejidos colindantes: en el que los ejidos incluyen un área urbana y una rural de manera que todo el territorio provincial queda comprendido dentro de gobiernos locales con límites comunes. Es el régimen al que adhiere la mitad de las provincias argentina.
Mixto: En el que los ejidos incluyen un área urbana y una rural circundante a aquella, pero quedan entre ellos áreas no comprendidas en ningún municipio. Este sistema es el dominante en 10 provincias: 6 del norte: Tucumán, Santiago del Estero, Chaco, Formosa, Corrientes y Entre Ríos; y 4 en la Patagonia: Neuquén, Río Negro, Chubut y Tierra del Fuego.
Cada sistema tiene ventajas y desventajas. El sistema de ejido urbano se ajusta al concepto tradicional de municipio, encargado de asuntos propios de una ciudad y con una gestión de cara a sus propios vecinos. Con respecto la población rural dispersas o pequeñas localidades el sistema de ejidos colindantes tiene posibilidad de integrarla y atenderla desde el nivel municipal. El sistema mixto lo hace con la población de su entorno más cercano. Como contraparte, estos sistemas subordinan a esas localidades aun cuando hayan alcanzado las condiciones para ser municipio. Con respecto a la planificación territorial, esta se ve facilitada si el municipio tiene jurisdicción sobre el área rural circundante (como el sistema de ejidos colindantes o el mixto).
La división provincial en ejidos municipales convive con la división en entidades de segundo nivel llamadas departamentos en 22 provincias y partidos, en la de Buenos Aires. Este elemento territorial está muchas veces vacío de contenido, ya que no existe una instancia institucional equivalente o la misma no tiene poder efectivo en el territorio. En general los departamentos agrupan varios gobiernos locales, excepto en las provincias de Buenos Aires y las cuyanas Mendoza San Juan y La Rioja en las que el departamento (o partido) coincide con el ejido municipal.